# Вихля (Житомирская область)
Ви́хля (укр. Вихля) — село на Украине, находится в Радомышльском районе Житомирской области.
Код КОАТУУ — 1825082202. Население по переписи 2001 года составляет 83 человека. Почтовый индекс — 12221. Телефонный код — 4132. Занимает площадь 0,468 км².

## Адрес местного совета
12220, Житомирская область, Радомышльский р-н, с.Гута-Потиевка